# Paenungulata
Paenungulata là một nhánh của động vật móng guốc, ba bộ động vật có vú còn tồn tại thuộc siêu bộ Paenungulata là bộ Có vòi (bao gồm voi và voi ma-mút), bộ Bò biển ( bao gồm bò biển và lợn biển ) và Bộ đa man. Ít nhất có hai bộ thuộc siêu bộ Paenungulata có thể chỉ được biết đến qua hóa thạch,đó là Embrithopoda và Desmostylia.